# Gran Premio Telmex 2002
Gran Premio Telmex 2002 var ett race som var den nittonde och sista deltävlingen i CART World Series 2002. Racet kördes den 17 november på Autódromo Hermanos Rodríguez. Kenny Bräck tog sin femte och sista seger i CART, vilket även var hans sista tävling i serien. Stallen Chip Ganassi Racing och Team KOOL Green körde också sina sista tävlingar i mästerskapet.

## Slutresultat
| Plats | Förare               | Team                | Grid | Kvaltid  |
| ----- | -------------------- | ------------------- | ---- | -------- |
| 1     | Kenny Bräck          | Chip Ganassi Racing | 6    | 1.26,786 |
| 2     | Cristiano da Matta   | Newman/Haas Racing  | 12   | 1.27,174 |
| 3     | Bruno Junqueira      | Chip Ganassi Racing | 1    | 1.25,941 |
| 4     | Patrick Carpentier   | Forsythe Racing     | 7    | 1.26,904 |
| 5     | Dario Franchitti     | Team KOOL Green     | 3    | 1.26,147 |
| 6     | Tora Takagi          | Walker Racing       | 11   | 1.27,144 |
| 7     | Scott Dixon          | Chip Ganassi Racing | 15   | 1.27,447 |
| 8     | Tony Kanaan          | Mo Nunn Racing      | 4    | 1.26,394 |
| 9     | Oriol Servià         | Patrick Racing      | 16   | 1.27,727 |
| 10    | Alex Tagliani        | Forsythe Racing     | 14   | 1.27,437 |
| 11    | Jimmy Vasser         | Team Rahal          | 5    | 1.26,703 |
| 12    | André Lotterer       | Dale Coyne Racing   | 18   | 1.27,898 |
| 13    | Michel Jourdain Jr.  | Team Rahal          | 17   | 1.27,807 |
| 14    | Shinji Nakano        | Fernández Racing    | 13   | 1.27,245 |
| 15    | Christian Fittipaldi | Newman/Haas Racing  | 2    | 1.26,027 |
| 16    | Paul Tracy           | Team KOOL Green     | 8    | 1.26,971 |
| 17    | Michael Andretti     | Team Motorola       | 10   | 1.27,053 |
| 18    | Mario Domínguez      | Herdez Competition  | 9    | 1.26,975 |
| 19    | Luis Díaz            | Fernández Racing    | 19   | 1.27,969 |